# Mihaela Armășescu
Mihaela Armășescu (ur. 3 września 1963 w Tomșani) – rumuńska wioślarka, trzykrotna medalistka olimpijska i wielokrotna medalistka mistrzostw świata.

## Kariera
Wystąpiła na igrzyskach olimpijskich w Los Angeles w 1984, gdzie osada Rumunii w składzie: Doina Șnep-Bălan, Mărioara Trașcă, Aurora Pleșca, Aneta Mihaly, Adriana Bazon, Mihaela Armășescu, Camelia Diaconescu, Lucia Sauca i Viorica Ioja zdobyła srebrny medal w ósemkach. W finale o 1,07 sekundy przegrały z osadą USA, a o 2,05 sekundy wyprzedziły Holenderki. Na rozgrywanych cztery lata później igrzyskach olimpijskich w Seulu zdobywa dwa medale. Najpierw wspólnie z Doiną Șnep-Bălan, Mărioarą Trașcą, Veronicą Neculą, Hertą Anitaș i Ecateriną Oancią zajęła trzecie miejsce w czwórkach ze sternikiem, plasując się 5,13 sekundy za osadą NRD i 2,35 sekundy za osadą Chin (Armășescu startowała tylko w pierwszej rundzie). Następnie Bălan, Trașcă, Necula, Anitaș, Bazon, Armășescu, Rodica Arba, Olga Homeghi-Bularda i Ecaterina Oancia zdobyły srebrny medal w ósemkach. W finale o 2,37 sekundy przegrały z osadą NRD, a o 4,39 sekundy wyprzedziły Chinki. 
W ósemkach zdobyła też złoty medal na mistrzostwach świata w Bledzie (1989) oraz brązowe na mistrzostwach świata w Hazewinkel (1985) i mistrzostwach świata w Nottingham (1986). Ponadto zajmowała trzecie miejsce w czwórkach ze sternikiem na mistrzostwach świata w Lucernie (1982) i w czwórkach bez sternika na mistrzostwach świata w Bledzie (1989). 